# Zygmunt Fagas

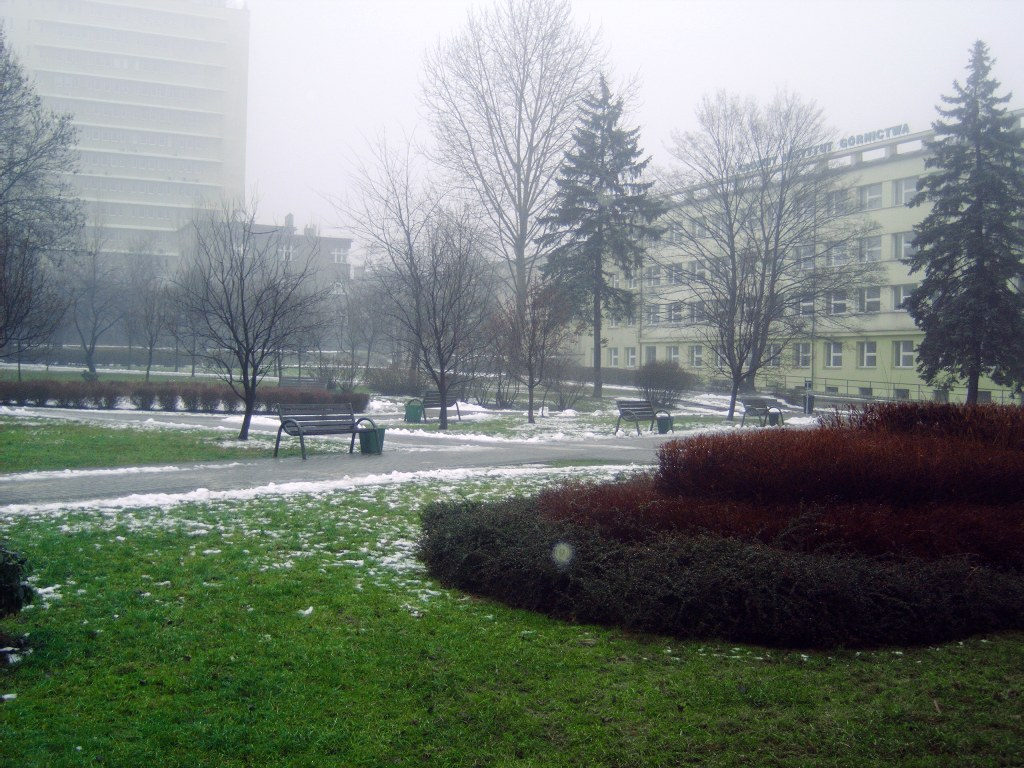
Budynek Głównego Instytutu Górnictwa w Katowicach (po prawej stronie)

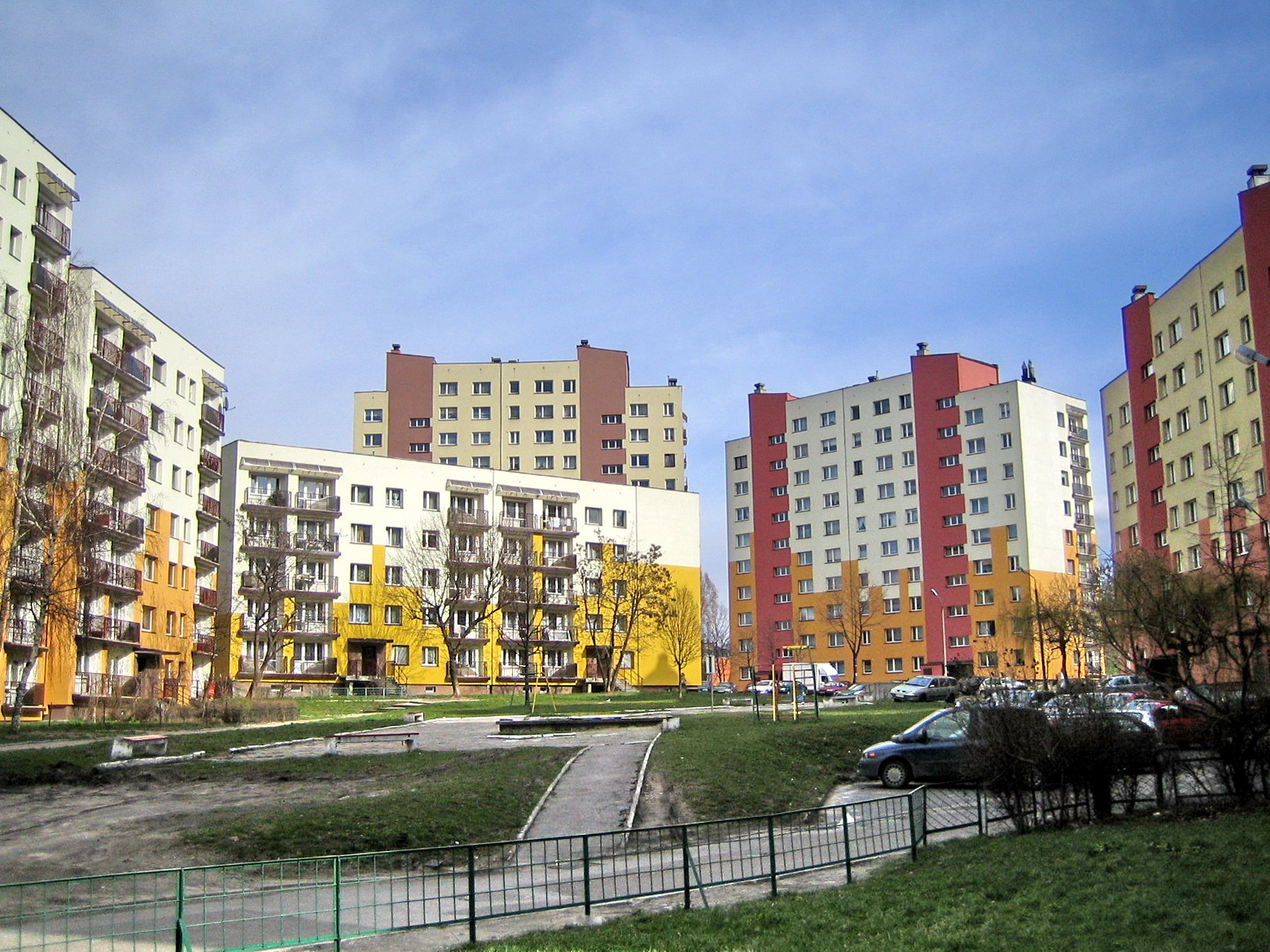
Osiedle Mydlice w Dąbrowie Górniczej

Zygmunt Fagas (ur. 21 kwietnia 1928 w Krotoszynie, zm. 14 grudnia 1992 w Krakowie) – polski architekt, urbanista, projektant osiedli mieszkaniowych i kościołów na terenie obecnego województwa śląskiego.

## Życiorys
W 1953 ukończył studia na Wydziale Architektury Politechniki Krakowskiej. W latach 1953–1956 był inspektorem i kierownikiem budów w Zjednoczeniu Budownictwa Miejskiego w Kielcach, a następnie projektantem i kierownikiem zespołu w biurze Miastoprojekt Katowice. Był członkiem katowickiego oddziału Stowarzyszenia Architektów Polskich. 

## Główne dzieła
- osiedle Józefowiec w Katowicach,
- sztuczne lodowiska w Sosnowcu (Stadion Zimowy) i Katowicach - Janowie (Jantor),
- Główny Instytut Górnictwa w Katowicach - współautor Władysław Górski,
- osiedle Szczecińska w Katowicach - współautor W. Górski,
- osiedle Kasprzaka w Dąbrowie Górniczej - Gołonogu,
- osiedle Zagórze w Sosnowcu - współautorzy: Marian Skałkowski, W. Górski, Jerzy Domański, Roman Szatanik,
- kościół pw. św. Rafała Kalinowskiego w Dąbrowie Górniczej - Gołonogu (1985-1997),
- osiedle Gołonóg w Dąbrowie Górniczej - współautorzy: Wiesław Baryń, Wacław Lipiński, Maria Glanc-Knosała, Jan Maas, Kazimierz Sołtykowski, Ryszard Ćwikliński, Mieczysław Rek, Wojciech Podleski, Stanisław Kwaśniewicz,
- osiedle Mydlice w Dąbrowie Górniczej - współautorzy: W. Górski, Lesław Jakubik, Witold Kaczmarek,
- kościół Najświętszej Maryi Panny Matki Miłosierdzia w Jastrzębiu (1982-1984),
- kościół we Frydku (1984),
- kościół św. Katarzyny Aleksandryjskiej w Strojcu (1985-88),
- kościół św. Jana Chrzciciela w Lgocie-Mokrzesz (1985-1993),
- kościół pw. św. Maksymiliana Kolbego w Orzeszu Gardawicach (1986-91),
- kościół pw. św. Barbary w Katowicach - Giszowcu (1986-1994),
- kościół bł. Karoliny Kózkówny w Wanatach (1990-2000),
- kościół Najświętszego Ciała i Krwi Chrystusa w Dąbrowie Górniczej (1991-2005).

## Odznaczenia i wyróżnienia
- Zasłużony dla Rozwoju Województwa Katowickiego (1978)
- Srebrny Krzyż Zasługi (1980)
- Złoty Krzyż Zasługi (1986)
- medal SARP za osiągnięcia w dziedzinie architektury

## Galeria

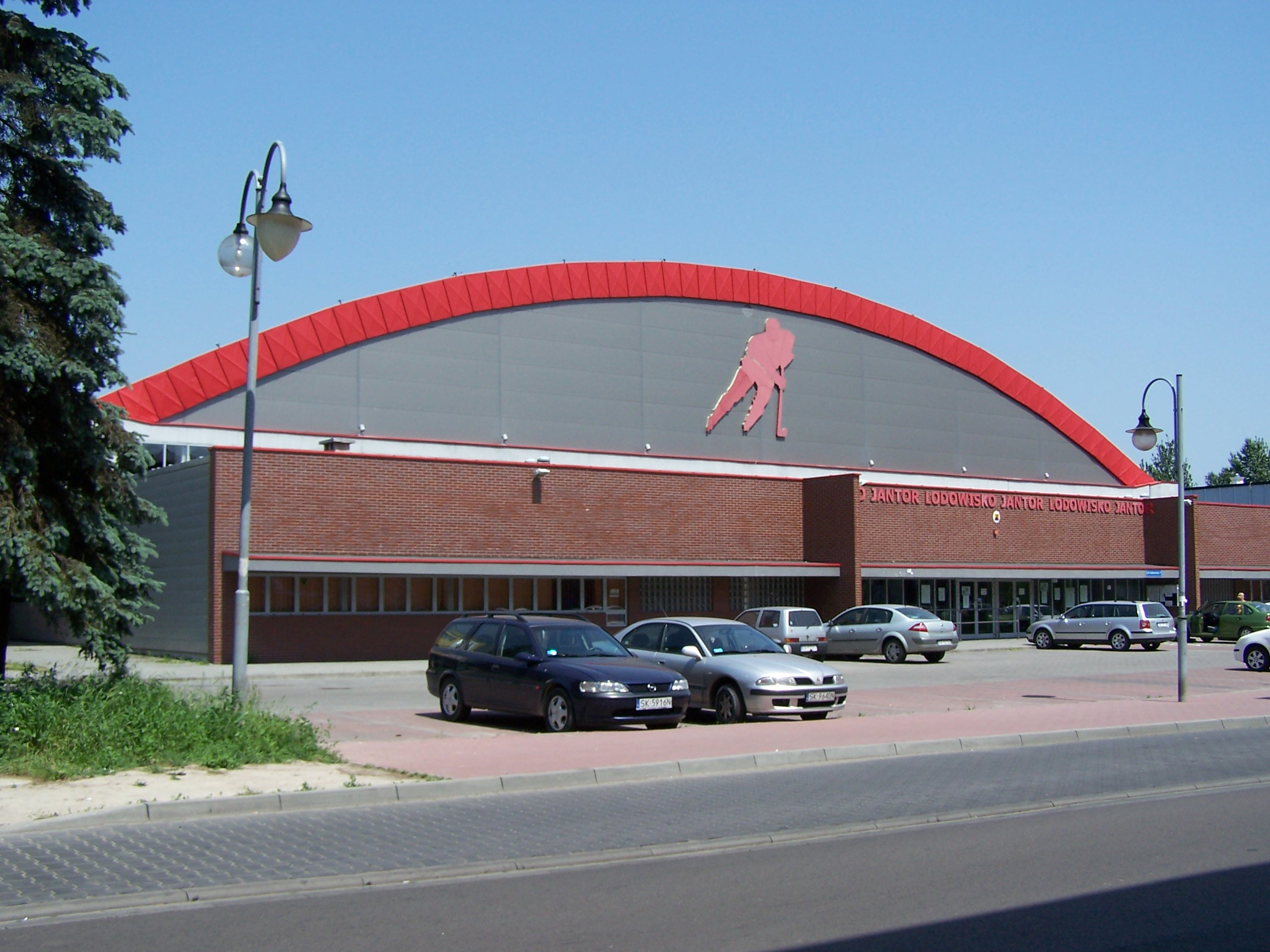
Lodowisko Jantor w Katowicach - Janowie
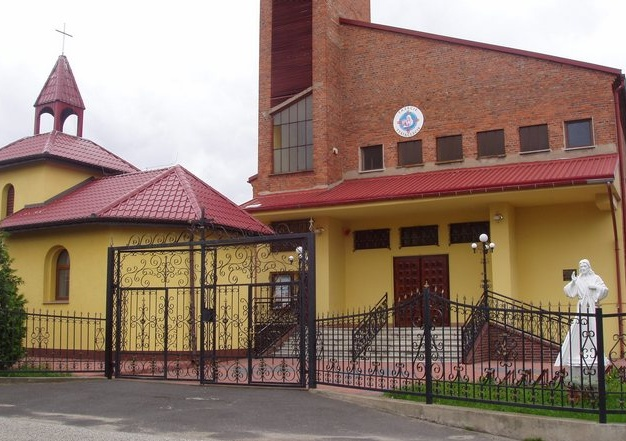
Kościół św. Katarzyny Aleksandryjskiej w Strojcu
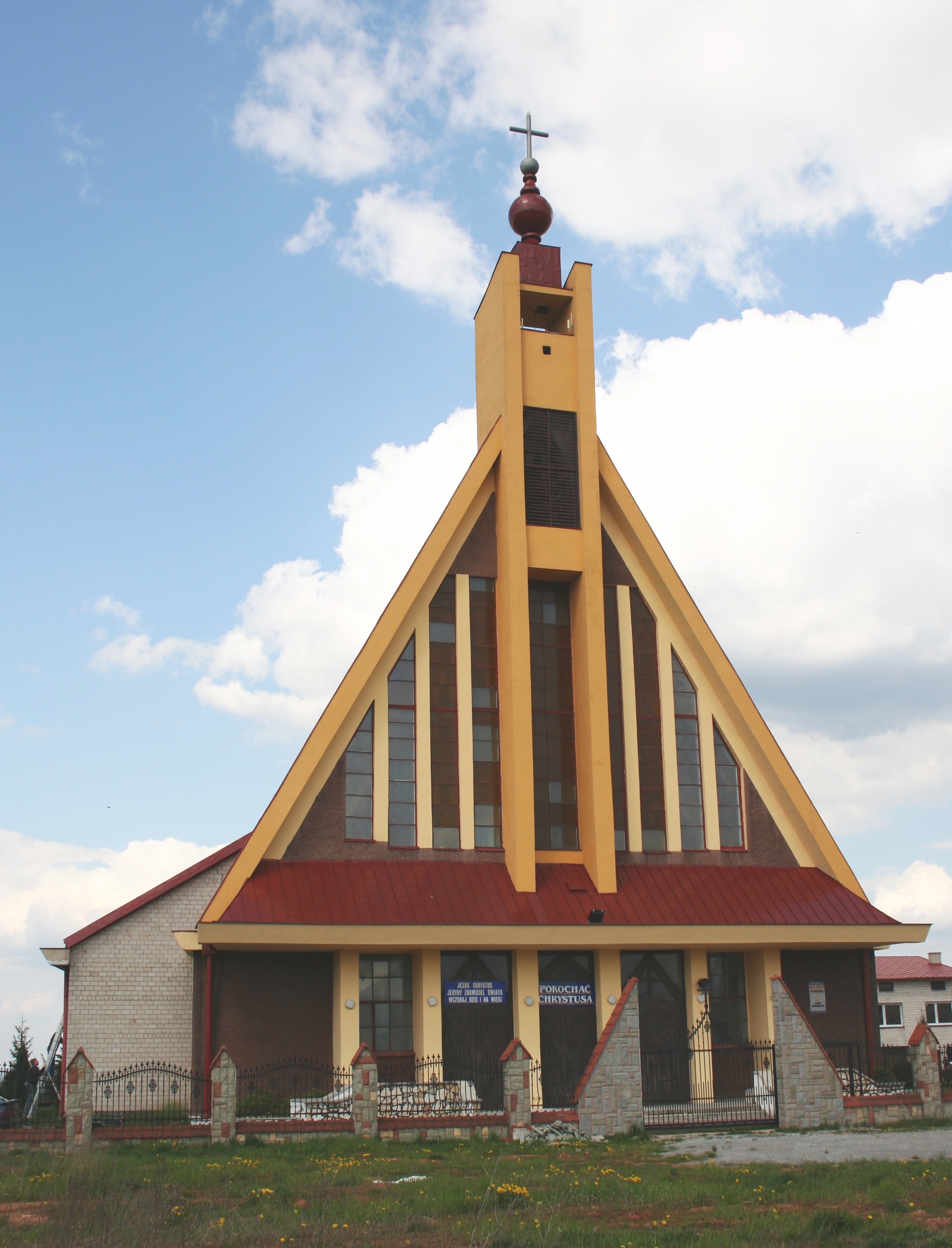
Kościół św. Jana Chrzciciela w Lgocie-Mokrzesz
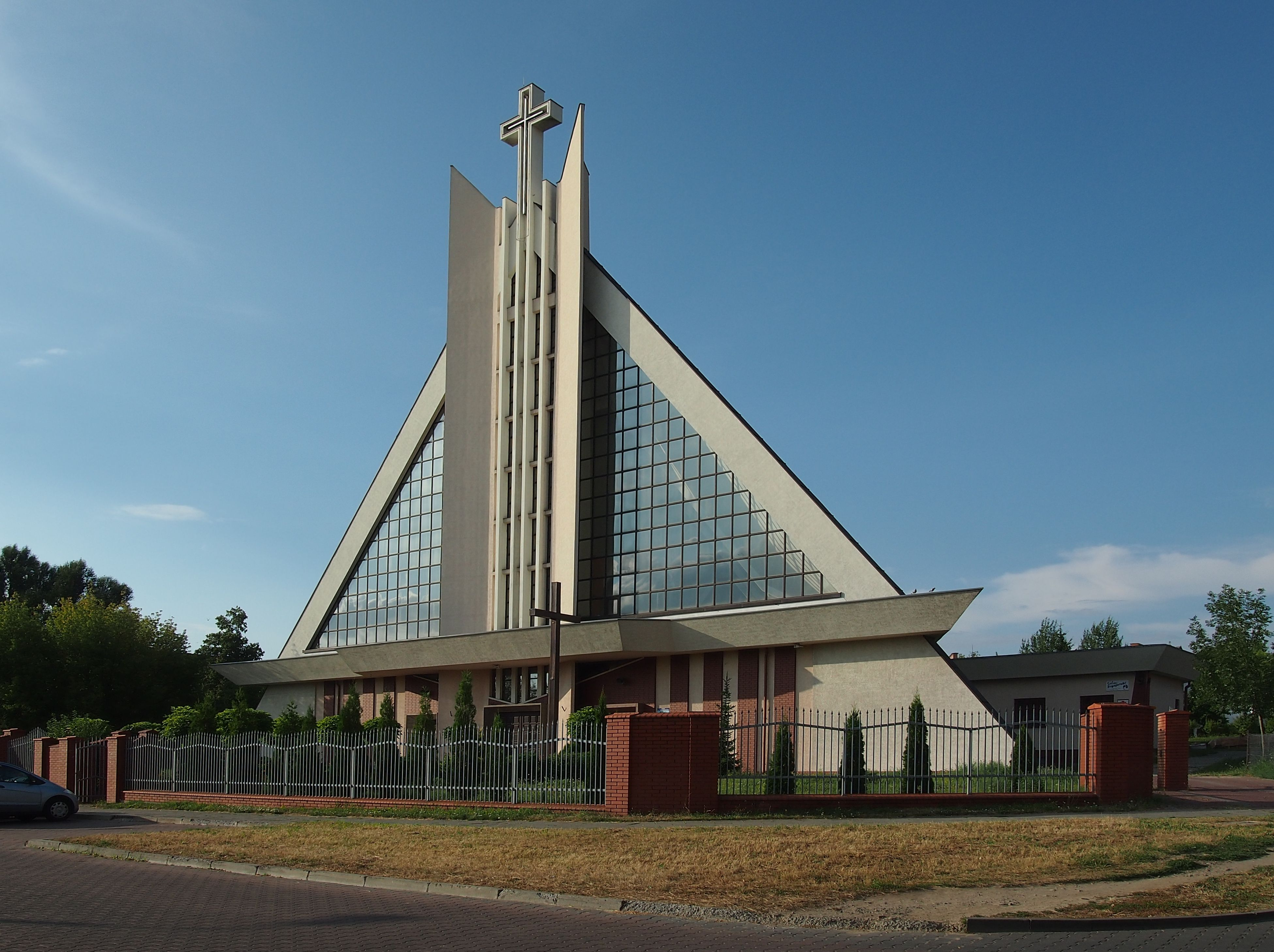
Kościół św. Rafała Kalinowskiego w Dąbrowie Górniczej Gołonogu
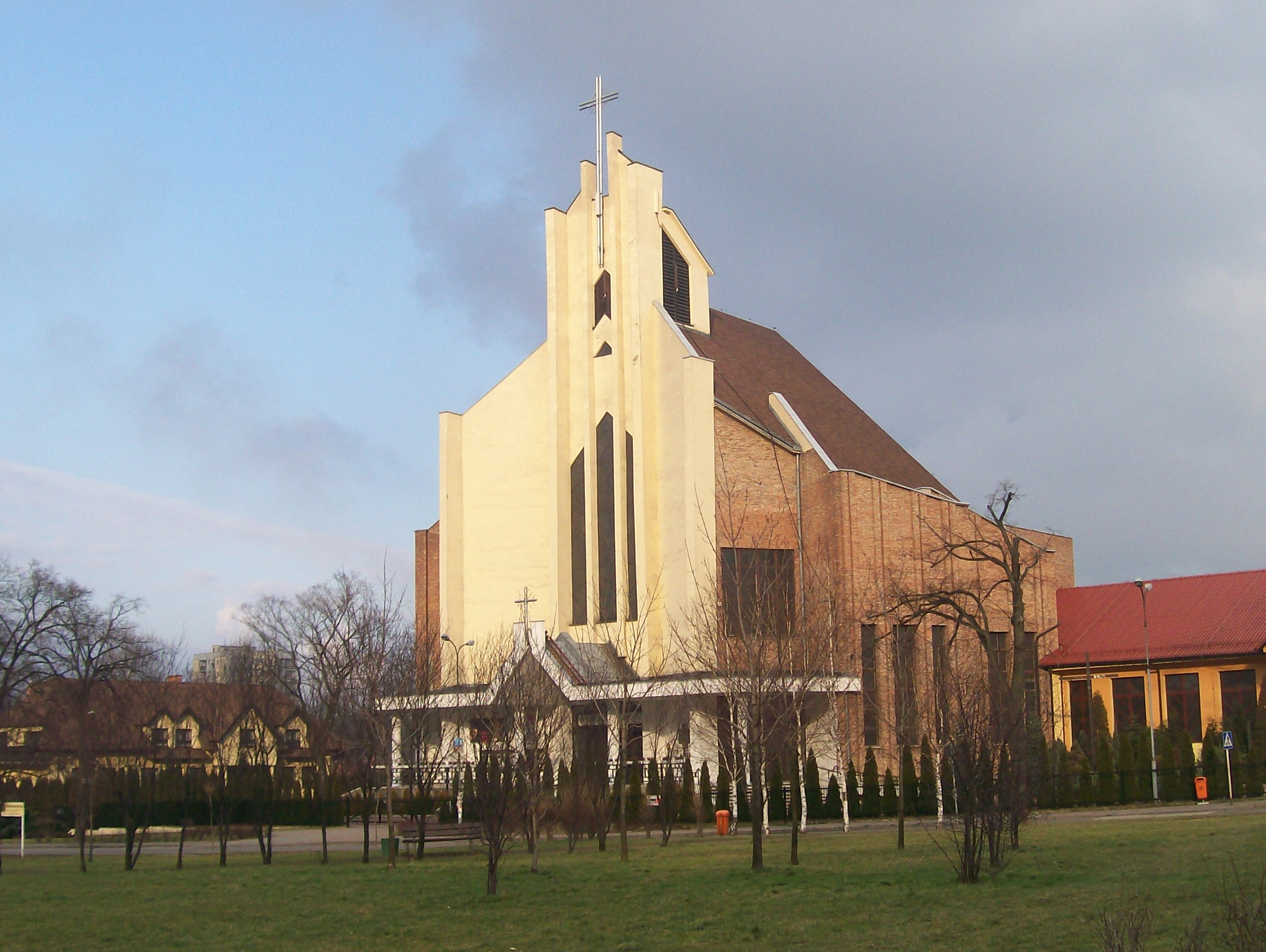
Kościół św. Barbary w Katowicach Giszowcu
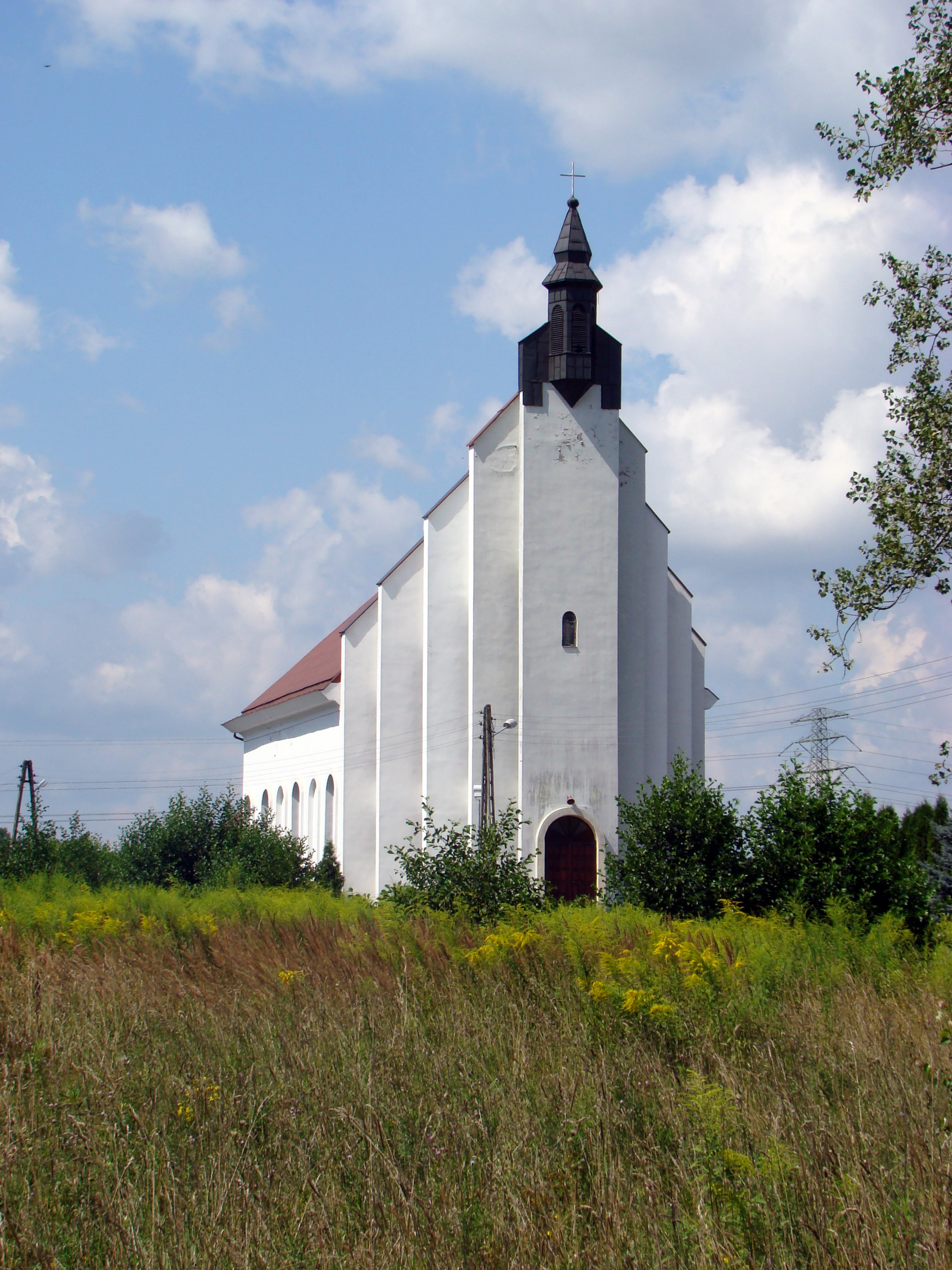
Kościół bł. Karoliny Kózkówny w Wanatach
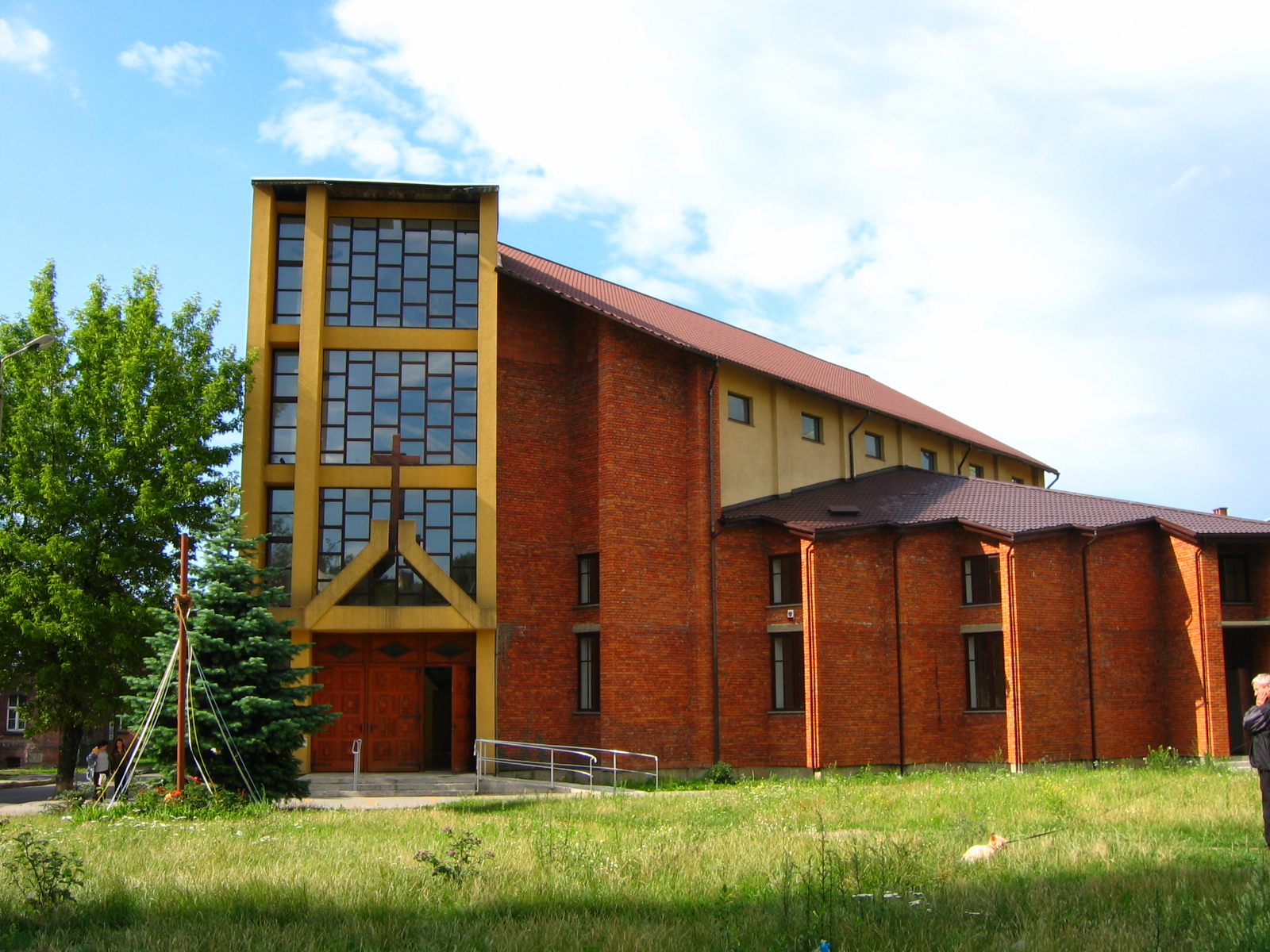
Kościół Najświętszego Ciała i Krwi Chrystusa w Dąbrowie Górniczej

## Źródła
- Strona internetowa Izby Architektów RP
- Strona internetowa fotopolska.eu